# Rosicrucian Fellowship
Het Rosicrucian Fellowship is een occult genootschap van Rozenkruisers, dat in 1909 door Max Heindel (pseudoniem van Louis Grasdorff, geboren in Aarhus, Denemarken) werd opgericht in Mount Ecclesia, Oceanside (Californië).
Indertijd is een uitgebreid landgoed aangekocht en vervolgens zijn daarop verscheidene gebouwen gebouwd. Dit landgoed noemt men Mount Ecclesia. Na zijn dood in 1919 zette zijn vrouw Mrs. Heindel (pseudoniem voor Agutha Foss) het R.F. voort. Na haar overlijden in 1959 wordt het R.F. bestuurd door een "Board Of Trustees".
Nadat men eerst "belangstellende" is geweest en ook een cursus van twaalf lessen heeft doorlopen, kan men "student" worden, twee jaar later gevolgd door het proefleerlingschap. Tot 1948 was het mogelijk om daarna, ná vijf jaar, "discipel" te worden, maar die mogelijkheid werd stopgezet.
Na een bloei van 1905 tot rond 1980 is dit kerkgenootschap tanende geworden, ook in Nederland ging het leden-aantal achteruit. Inmiddels is het Nederlands Centrum dat gevestigd was in Den Haag vanwege de zojuist genoemde terugloop, in 2005 gesloten.